# Ivanhoe (Minnesota)
Ivanhoe és una població dels Estats Units a l'estat de Minnesota. Segons el cens del 2000 tenia 679 habitants.

## Demografia
Segons el cens del 2000, Ivanhoe tenia 679 habitants, 310 habitatges, i 172 famílies. La densitat de població era de 288,1 habitants per km².
Dels 310 habitatges en un 26,8% hi vivien nens de menys de 18 anys, en un 44,2% hi vivien parelles casades, en un 7,4% dones solteres, i en un 44,2% no eren unitats familiars. En el 41% dels habitatges hi vivien persones soles el 25,5% de les quals corresponia a persones de 65 anys o més que vivien soles. El nombre mitjà de persones vivint en cada habitatge era de 2,05 i el nombre mitjà de persones que vivien en cada família era de 2,8.
Per edats la població es repartia de la següent manera: un 21,8% tenia menys de 18 anys, un 5,4% entre 18 i 24, un 22,5% entre 25 i 44, un 20,8% de 45 a 60 i un 29,5% 65 anys o més.
L'edat mediana era de 45 anys. Per cada 100 dones de 18 o més anys hi havia 81,8 homes.
La renda mediana per habitatge era de 28.125 $ i la renda mediana per família de 40.491 $. Els homes tenien una renda mediana de 27.946 $ mentre que les dones 21.389 $. La renda per capita de la població era de 17.775 $. Entorn del 4,6% de les famílies i el 8,6% de la població estaven per davall del llindar de pobresa.

## Poblacions més properes
El següent diagrama mostra les poblacions més properes.